# 5031 Швейцар
5031 Швейцар (5031 Švejcar) — астероїд головного поясу, відкритий 16 березня 1990 року.
Тіссеранів параметр щодо Юпітера — 3,493.